# Titanichthys
Titanichthys là một chi cá da phiến khổng lồ, khác thường sống ở vùng biển nông cuối kỷ Devon của Maroc và Đông Bắc Mỹ. Người ta cho rằng Titanichthys có một bộ lọc thức ăn, sử dụng cái mồm rộng của nó để nuốt các loài như cá trổng, hoặc có thể loài nhuyễn thể giống như động vật phù du.

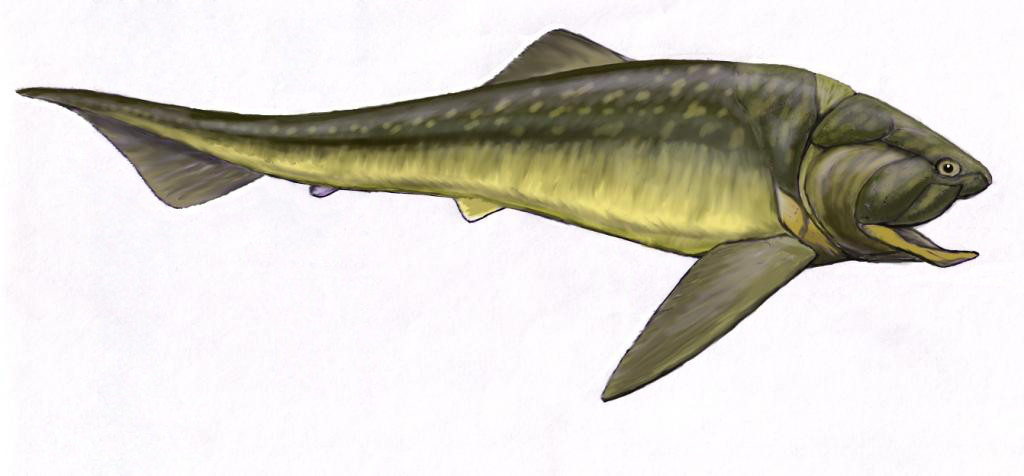
Titanichthys termieri từ Muộn Devon của Morocco